# Question answering
Question answering – zadanie automatycznego odpowiadania na pytania zadane w języku naturalnym komputerowi. Żeby znaleźć odpowiedź na pytanie, program komputerowy typu QA może używać wzorców zawartych w bazach danych bądź zbioru materiałów (korpus taki jak strona w sieci www bądź lokalne dokumenty).
System powinien radzić sobie z szeroką gamą różnych typów pytań, zarówno prostych (np. co? gdzie?), jak i definicji czy też hipotetycznych.

## Systemy działające w języku angielskim
- BASEBALL (Green, Wolf, C.Chomsky, Laughery, University of California, 1961) – jeden z pierwszych systemów odpowiadających na pytania (reprezentacja wiedzy typu ramowego, analiza gramatyczna w oparciu o prace Harrisa)
- LUNAR (Woods, BBN, 1972) system konsultowania bazy danych na temat próbek gruntu księżycowego pobranych przez Apollo 11 (Augmented Transition Networks, semantyka proceduralna)
- LADDER (Sacredotti, Sagalowicz, Slocum, SRI, 1977) – system dialogowego dostępu do rozproszonych baz danych (gramatyki semantyczne)
- HAx-ANS (1981-86) i WISBER (1986-89) (Hahn, Hoeppner, Morik, Marburger i inni, Hamburg) – dialog na temat rezerwacji hotelowej w j. niemieckim,
- ORBIS (ok. r. 1983) (Colmerauer, Kittredge) – pytania do prologowej bazy danych na temat planet układu słonecznego, dostęp dwujęzyczny (angielski i francuski)
- START (12.1993) (Boris Katz) – QA rozwijany na Massachusetts Institute of Technology
- AnswerBus – System otwartodomenowy oparty na pozyskiwaniu informacji na poziomie zdań

## Metody
- Powierzchniowa – używa słów kluczowych do znalezienia interesujących zdań z uzyskanych dokumentów.
- Głęboka – użycie kompleksowych metod NLP do lepszego zrozumienia pytania, szczególnie przydatne do bardziej złożonych pytań, np.: dlaczego? Jak?, hipotez itp.

## Przykładowe kryteria oceny jakość systemu QA
- Czas rzeczywisty – system ma pracować w czasie rzeczywistym oraz korzystać z najaktualniejszych danych
- Dokładność – system musi rozstrzygać, czy dana informacja jest prawdziwa i kompletna
- Użytkowość – system musi wyodrębniać dane, które często są w postaci multimedialnej; ponadto powinien dobierać formę pod dane pytanie.
- Zupełność – pożądana jest kompletność odpowiedzi z punktu widzenia potrzeb użytkownika. Konieczność szukania odpowiedzi w wielu źródłach, umiejętność oceny stopnia kompletności.
- Istotność – wydobywanie odpowiedzi istotnych dla użytkownika z pominięciem nieistotnych – rozpoznawanie kontekstu oraz w niektórych przypadkach konieczna interakcyjność systemu.